# Thanatus dissimilis
Thanatus dissimilis là một loài nhện trong họ Philodromidae.
Loài này thuộc chi Thanatus. Thanatus dissimilis được J. Denis miêu tả năm 1960.